# Andrônico Asen
Andrônico Paleólogo Comneno Asen (português brasileiro) ou Andrónico Paleólogo Comneno Asen (português europeu) (em grego: Ανδρόνικος Παλαιολόγος Κομνηνός Ασάν; romaniz.: Andrónikos Palaiológos Komninós Asán; m. ca. 1355) foi um nobre membro da família real dos Asen da Bulgária que teve uma vida política ativa no Império Bizantino durante os reinados de Andrônico II Paleólogo (r. 1282–1328) e Andrônico III Paleólogo (r. 1328–1341). Nomeado como governador de Mistras em 1316, foi bem sucedido na conquista de grandes porções da Moreia central, bem como dos castelos de Ácova, Polifengo, Carítena e São Jorge em Escorta em 1320 do Principado de Acaia; em setembro do mesmo ano derrotou os latinos próximo a São Jorge. Entre 1316-1342 atuou como comandante-em-chefe e em 1341/1343 foi governador da Trácia. Em 1343/1344 foi preso por Aleixo Apocauco, permanecendo em Constantinopla até 1347 quando foi liberto por João Cantacuzeno.

## Família
Era filho de João Asen III, tsar da Bulgária e sua esposa Irene Paleóloga, irmã do imperador Andrônico II Paleólogo. Andrônico casou-se com uma Tarcaniotissa de nome desconhecido, filha do protoestrator Miguel Ducas Glabas Tarcaniota e sua esposa Maria Ducena Comnena Paleóloga Branena. Com ela teve quatro filhos:
- Manuel Comneno Raul Asen - comandante-em-chefe da Trácia (1329/1330 e 1345/1354), estratego de Demótica em 1342 e governador de Bizie em 1344. Casou-se com Ana Comnena Ducena Paleóloga Sinadena, filha de Teodoro Sinadeno e sua esposa Eudóxia Ducas Muzaciena, com que teve Andrônico Asen, panipersebasto (1352), sebastocrator e líder militar em Bizie.[3]
- João Asen - governador de Melênico (1342), Morra (1343) e Constantinopla (1350), déspota e governador de Peritério (1355), comandante-em-chefe (1345), sebastocrator (1345/1355).[4] Casou-se com a filha de Aleixo Apocauco e possivelmente teve uma filha chamado Ana Asanina que casou-se com o grande primicério João Paleólogo Contostefano.[3]
- Irene Asanina - casou-se depois de 1320 com João Paleólogo Ângelo Comneno Cantacuzeno, filho de Miguel Cantacuzeno e sua esposa Teodora Angelina Paleóloga, e futuro imperador João VI Cantacuzeno. Tornou-se freira em 1354 com o nome Eugênia.[3]
- Helena Asanina - segundo as fontes morreu jovem.[3]